# Maryke Hendrikse
Maryke Hendrikse (Nassau, 23 febbraio 1979) è una doppiatrice bahamense naturalizzata canadese che lavora principalmente per Ocean Studios a Vancouver, British Columbia, Canada. Ha recitato in diversi ruoli negli anime, in particolare Revy in Black Lagoon e Lunamaria Hawke in Gundam Seed Destiny. È anche conosciuta per i suoi ruoli come Susan Test in Johnny Test, Gilda in My Little Pony - L'amicizia è magica e Sonata Dusk in My Little Pony - Equestria Girls - Rainbow Rocks.

## Biografia
Maryke è nata alle Bahamas prima di emigrare in Canada quando aveva 2 anni e mezzo, stabilendosi a Toronto. È stata la prima laureata del programma alternativo di liceo Interact.
Nel 2008, ha ricevuto il premio Elan per "Miglior doppiatore femminile in un film d'animazione o produzione televisiva" per il suo ruolo in Johnny Test.
Si è laureata al Douglas College nel 2010 con un diploma di assistenza all'infanzia e alla gioventù, con un GPA di 4,15 su un possibile 4,33 che le è valso una medaglia di bronzo del Governatore Generale.